# Laragh
Laragh (iriska: An Laithreach) är en ort i republiken Irland.   Den ligger i grevskapet Wicklow och provinsen Leinster, i den östra delen av landet, 40 km söder om huvudstaden Dublin. Laragh ligger 126 meter över havet och antalet invånare är 340.
Terrängen runt Laragh är huvudsakligen kuperad, men åt nordost är den platt. Laragh ligger nere i en dal. Runt Laragh är det ganska tätbefolkat, med 56 invånare per kvadratkilometer. Närmaste större samhälle är Kilquade, 17,7 km nordost om Laragh. I omgivningarna runt Laragh växer i huvudsak blandskog.